# Erythrodiplax ines
Erythrodiplax ines ist eine Libellenart aus der Unterfamilie Sympetrinae. Die Art wurde von Friedrich Ris 1911 beschrieben und 1942 von Donald Joyce Borror in die Connata-Gruppe eingeordnet.  Die Larve ist bis heute unbekannt. Die Art kommt in den Andenregionen Kolumbiens, Ecuadors, Perus, und Boliviens auf Höhen über 1000 Meter vor.

## Merkmale
Ausgefärbte männliche Vertreter der Erythrodiplax ines sind rötlich braun gefärbt, wobei die braune Komponente im Rumpfbereich dominiert. Bei jüngeren Tieren tendiert die Farbgebung noch eher ins Gelbe beziehungsweise gelblich Braune; später rote Bereiche sind hier noch dunkelbraun. Die Oberseite des Rumpfes ist gelblich und weist zwei braune Streifen auf: ein schmaler entlang des Kiels sowie ein breiterer Antehumeralstreifen. Seitlich ist der Rumpf gelblich, bräunlich oder grünlich gefärbt. Der Hinterleib ist gelb oder gelblich braun und entlang des Kiels schwarz. Durchschnittlich ist der Hinterleib bei beiden Geschlechtern knapp über 22 Millimeter lang.
Die Flügel sind bis auf einen basalen Fleck durchsichtig. Jener ist bei jungen Tieren gelblich, bei ausgefärbten Individuen orange bis rot. Bei den Weibchen ist der Fleck generell etwas heller. Im Bereich des basalen Flecks sind die Adern stets heller als der Fleck selber. Das Flügelmal ist bei jungen Tieren gelblich bis braun, und schwarz-rötlich bei älteren Tieren. Auch ist das Flügelmal der Vorderflügel meist heller als das der durchschnittlich 29 Millimeter langen Hinterflügel. Das Flügelmal selbst misst im Schnitt 3,8 Millimeter.

## Ähnliche Arten
Sehr ähnlich der Erythrodiplax ines ist die Art Erythrodiplax fusca. Zur Unterscheidung kann neben der Penisstruktur die Größe des basalen Fleckes herangezogen werden. Auch zur Abgrenzung der Weibchen gegenüber anderen Vertretern der Gattung bietet sich der Fleck an.